# Vetenskapsåret 1970

## Händelser

### Astronomiochrymdfart
- 24 april - Kina sänder upp sin första rymdsatellit.
- 9 maj - En Merkuriuspassage inträffar [1].
- December - Venera 7 sänder information från Venus i 23 minuter [2].

## Pristagare
- Brinellmedaljen: Gudmar Kihlstedt
- Copleymedaljen: Alexander Robertus Todd
- Darwinmedaljen: Charles Sutherland Elton
- Fieldsmedaljen: Alan Baker, Heisuke Hironaka, Sergej Petrovitj Novikov och John Griggs Thompson
- Ingenjörsvetenskapsakademien utdelar Axel F. Enströmmedaljen till Nils Gustav Rosén.
- Nobelpriset: [3]
  - Fysik: Hannes Alfvén, Louis Néel
  - Kemi: Luis Federico Leloir
  - Fysiologi/Medicin: Bernard Katz, Ulf von Euler, Julius Axelrod
- Steelepriset delas ut för första gången, mottagare är Solomon Lefschetz
- Sylvestermedaljen: George Temple
- Turingpriset: James Wilkinson
- Wollastonmedaljen: Philip Henry Kuenen [4]

## Födda
- Okänt datum – Fredrik Fällman, svensk sinolog.

## Avlidna
- 5 januari – Max Born, 87, tysk matematiker och fysiker, nobelpristagare.
- 16 februari – Peyton Rous, 90, amerikansk virolog, nobelpristagare.
- 1 augusti – Otto Warburg, 86, tysk läkare, nobelpristagare.
- 21 november – Chandrasekhara Venkata Raman, 82, indisk fysiker, nobelpristagare.

### Fotnoter
1. ↑  Så funkar universum, James Muirden
2. ↑  Så funkar rymden, Stuart Atkinson, 1990
3. ↑  ”Nobelpriset”. http://nobelprize.org/nobel_prizes/lists/all/index.html. Läst 10 april 2011.
4. ↑  ”Geological Society”. Arkiverad från originalet den 5 juni 2011. https://web.archive.org/web/20110605102217/http://www.geolsoc.org.uk/gsl/society/history/page750.html. Läst 14 april 2011.